# Regierung von Niederbayern

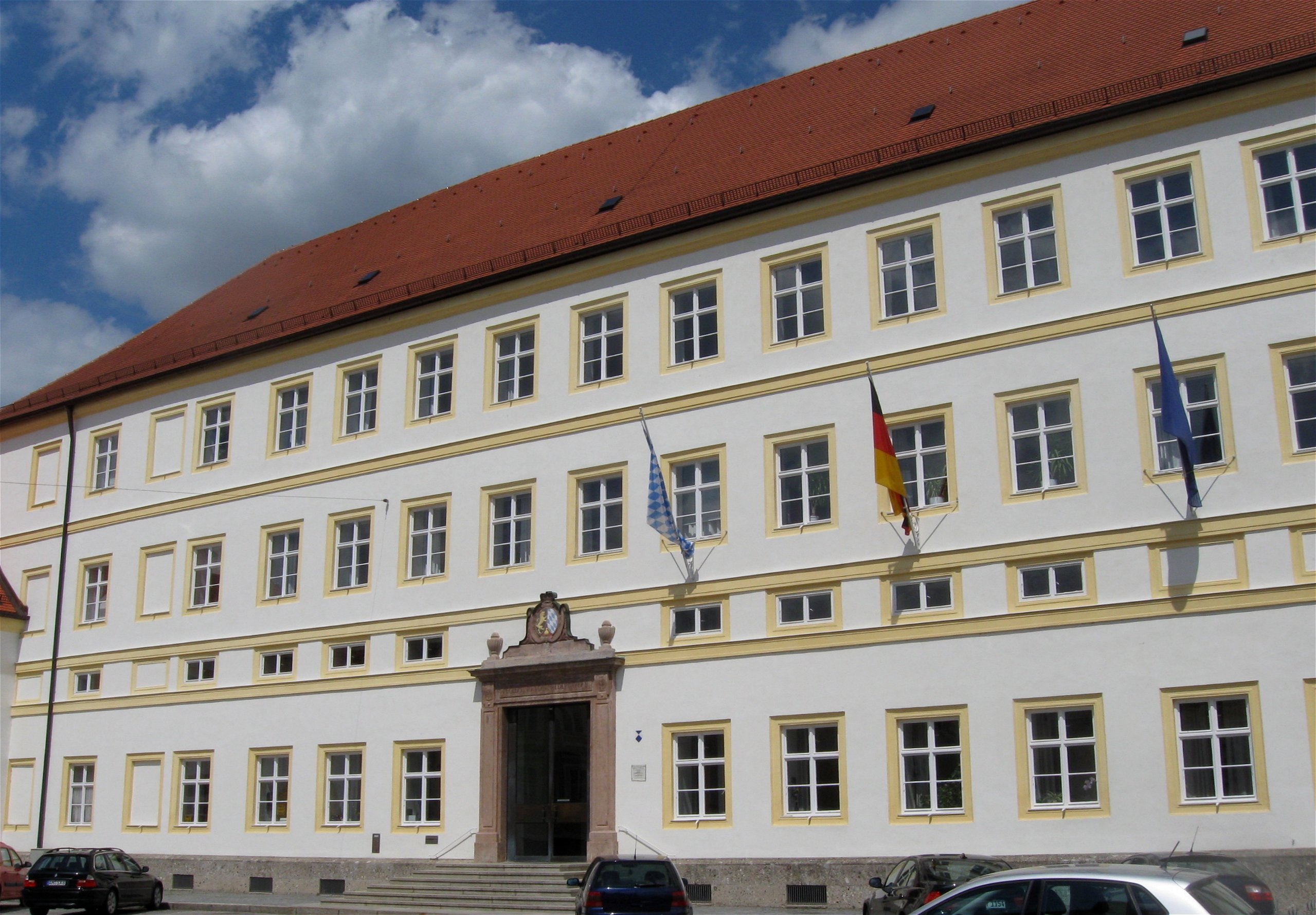
Hauptsitz der Regierung von Niederbayern – ehemaliges Dominikanerkloster

Die Regierung von Niederbayern ist eine staatliche Mittelbehörde mit Sitz in Landshut und eine von sieben Regierungen in Bayern. Eine Außenstelle für die Unterbringung und Betreuung von Flüchtlingen besteht in Deggendorf.
Der Regierung obliegt unter anderem die allgemeine Aufsicht über die nachgeordneten Behörden und deren Beratung sowie die Förderung privater und öffentlicher Vorhaben. Sie führt auch überregionale Planungs- und Genehmigungsverfahren z. B. für Hochwasserschutz- und Straßenbaumaßnahmen durch und in verschiedenen Bereichen ist die Regierung als erstentscheidende Behörde tätig (z. B. für die Bestellung der Bezirksschornsteinfeger).  Als fachübergreifende Behörde erfüllt sie Aufgaben aus den Geschäftsbereichen fast aller bayerischen Staatsministerien und bündelt und koordiniert die verschiedensten Interessen.

## Organisation, Aufgaben und Tätigkeiten

### Organisation
- Präsidium: Dem Präsidium sind die Stabsstellen Öffentlichkeitsarbeit, Verwaltungssteuerung S1 und Verwaltungsmanagement mit Referendargeschäftsstelle zugeordnet.
- Bereich 1: Sicherheit, Kommunales und Soziales
- Bereich 2: Wirtschaft, Landesentwicklung und Verkehr
- Bereich 3: Planung und Bau
- Bereich 4: Schulwesen
- Bereich 5: Umwelt, Gesundheit und Verbraucherschutz
- Bereich 6: Ernährung und Landwirtschaft
- Gewerbeaufsichtsamt

### Aufgaben
Die Regierung ist die „Mittelbehörde im dreistufigen Verwaltungsaufbau zwischen den bayerischen Staatsministerien und den Behörden der Unterstufe (z. B. Landratsämter)“.
Die Regierung
- bündelt und koordiniert die fachlichen Interessen der bayerischen Staatsministerien auf der Ebene des Regierungsbezirks.
- vergibt staatliche Förderung privater und öffentlicher Vorhaben.
- ist die staatliche Aufsicht über eine Vielzahl nachgeordneter Behörden und Gebietskörperschaften; sie ist auch Widerspruchsbehörde.

## Geschichte
Die Regierung von Niederbayern entstand mit der Neuordnung Bayerns im Jahr 1808 als Königliches Generalkommissiariat des Unterdonaukreises mit Sitz in Passau. Bei der von König Ludwig I. veranlassten Gebietsreform 1837 erfolgte die Umbenennung des Unterdonaukreises in Niederbayern; Landshut, Vilsbiburg, Kelheim, Abensberg sowie Mallersdorf/Pfaffenberg wurden dabei dem Kreis Niederbayern zugeordnet.
Am 16. Juli 1838 wurde aufgrund „Allerhöchster Entschließung“ der Sitz der Regierung von Niederbayern nach Landshut verlegt, neues Dienstgebäude wurde das ehemalige Dominikanerkloster.
Zum 1. April 1932 wurde die Regierung von Niederbayern aufgrund von Sparmaßnahmen aufgelöst und mit der Regierung der Oberpfalz mit Sitz in Regensburg zusammengelegt. Nach Ende des Zweiten Weltkriegs wurden gemäß Artikel 185 der Bayerischen Verfassung zum 1. April 1948 die selbständigen „Kreise“ Niederbayern und Oberpfalz wiederhergestellt, aber erst 1956 zog die Regierung von Niederbayern wieder in das renovierte ehemalige Dominikanerkloster in Landshut ein.

## Regierungspräsidenten
- 1838: Hermann von Beisler
- 1843: Friedrich von Wulffen
- 1846: Johann Baptist von Zenetti
- 1847: Karl Freiherr von Künsberg-Langenstadt
- 1847: Johann Baptist von Zenetti
- 1849: Karl von Schrenck
- 1852: Wilhelm von Benning
- 1854: Alois August von Schilcher
- 1866: Gustav von Hohe
- 1871: Felix Friedrich von Lipowsky
- 1895: Ludwig Fuchs von Bimbach und Dornheim
- 1901: Ludwig Ritter von Meixner
- 1902: Rudolf von Andrian-Werburg
- 1914: Ferdinand von Pracher
- 1923: Friedrich von Chlingensperg
- 1929: Heinrich Wirschinger, seit 1932 in Regensburg
- 1934: Franz Schwede, Regensburg
- 1934: Wilhelm von Holzschuher
- 1939: Friedrich Wimmer
- 1943: Gerhard Bommel
- 1945: Ernst Falkner
- 1945: Franz Wein
- 1952: Josef Ulrich
- 1959: Ludwig Hopfner
- 1963: Johann Riederer
- 1975: Gottfried Schmid
- 1987: Herbert Zeitler
- 1992: Friedrich Giehl
- 1998: Walter Zitzelsberger
- 2007: Heinz Grunwald
- 2016: Rainer Haselbeck

## Weitere Persönlichkeiten
- Leonhard Schmidtner, Architekt, „Civilbau-Inspektor“ ab 1837